# Sailing to Philadelphia (nummer)
"Sailing to Philadelphia" is een nummer van de Britse muzikant Mark Knopfler in duet met de Amerikaanse singer-songwriter James Taylor. Het nummer verscheen op Knopflers gelijknamige album uit 2000. Op 26 februari 2001 werd het nummer uitgebracht als de tweede single van het album.

## Achtergrond
"Sailing to Philadelphia" is geschreven door Knopfler zelf in autobiografische stijl. Het is een verhaal over Jeremiah Dixon en Charles Mason, respectievelijk een "Geordie boy" en een astronoom, die van het Verenigd Koninkrijk naar Amerika zeilden. Dixon, geportretteerd door Knopfler, voorspelde dat er een "land van kansen" lag in het westen, wat door Mason (Taylor) niet geloofd werd. Aan het eind van het nummer suggereert de tekst echter dat Dixon gelijk had.
Knopfler raakte geïnspireerd om "Sailing to Philadelphia" te schrijven na het lezen van de roman Mason & Dixon uit 1997 over de twee landmeters, die in de jaren '60 van de achttiende eeuw de grens tussen de Amerikaanse staten Pennsylvania en Maryland vaststelden, welke bekend is geworden als de Mason-Dixonlijn. Het nummer werd enkel in de Nederlandse Mega Top 100 een kleine hit met een 73e plaats als hoogste notering. Desondanks bleek het een populair nummer en staat het sinds 2003 in de Radio 2 Top 2000, met een 367e positie in 2005 als beste notering.

## Hitnoteringen

### Mega Top 100
| Hitnotering: 10-03-2001 t/m 24-03-2001 | Hitnotering: 10-03-2001 t/m 24-03-2001 | Hitnotering: 10-03-2001 t/m 24-03-2001 | Hitnotering: 10-03-2001 t/m 24-03-2001 | Hitnotering: 10-03-2001 t/m 24-03-2001 |
| Week                                   | 1                                      | 2                                      | 3                                      |                                        |
| -------------------------------------- | -------------------------------------- | -------------------------------------- | -------------------------------------- | -------------------------------------- |
| Nummer                                 | 76                                     | 73                                     | 79                                     | uit                                    |

### NPO Radio 2 Top 2000
| Nummer met noteringen in de NPO Radio 2 Top 2000 | '03 | '04 | '05 | '06 | '07 | '08 | '09 | '10 | '11 | '12 | '13 | '14 | '15 | '16  | '17  | '18 | '19 | '20 | '21 | '22 | '23 | '24  |
| ------------------------------------------------ | --- | --- | --- | --- | --- | --- | --- | --- | --- | --- | --- | --- | --- | ---- | ---- | --- | --- | --- | --- | --- | --- | ---- |
| Sailing to Philadelphia                          | 942 | 427 | 367 | 405 | 515 | 513 | 458 | 393 | 479 | 670 | 582 | 733 | 764 | 1254 | 1317 | 866 | 824 | 944 | 891 | 902 | 974 | 1095 |

1. ↑  Een vetgedrukt getal geeft de hoogste notering aan.
2. ↑  2003 was het eerste jaar met een notering voor dit nummer.